# 夏目国平

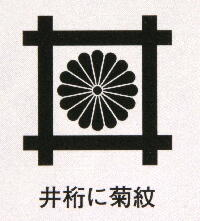
井桁に菊紋、井筒に菊紋、籬架菊紋

夏目 国平（なつめ くにひら、安元元年（1175年）? - 嘉禄元年2月3日（1225年3月13日））は、平安時代末期から鎌倉時代初期の武士。清和源氏満快流後裔。左近将監。初代夏目家当主である。
二柳国忠の次男で、兄は二柳忠康、子に国宗、国仲、為平がいる。母は畠山経氏の娘。嫡子である国宗は北条時継の娘と婚姻し鎌倉幕府との繋がりを強めている。法名は浄清。
父の二柳国忠は源頼朝に仕え、藤原泰衡に対する奥州合戦の時、軍功があって信濃国の夏目村（現在の長野県伊那市/飯田市/駒ヶ根市夏目大字））の地頭職を与えられた。更級郡夏目邑・伊那郡夏目邑という。国平は二ツ柳家より分家し、夏目邑（石川邑夏目平）に移り、夏目を家号とした。
官位は従五位下（『寛政重修諸家譜』）。土着した子孫の居城は夏目城（石川邑鶴牧城）であり、鎌倉時代末期または室町時代初期の築城で、現在は湯ノ入神社（長野市篠ノ井石川）となっている。
家紋は籬架菊（ませぎく）で、他の使用者は甲斐源氏の逸見氏と、それぞれの家にゆかりのある者のみが使用しているとても珍しい家紋である。